# Ambassade de France au Yémen
L'ambassade de France au Yémen est la représentation diplomatique de la République française auprès de la république du Yémen. Elle est située à Sanaa, la capitale du pays, et son ambassadrice est, depuis 2023, Catherine Corm-Kammoun.

## Ambassade
L'ambassade est située à Sanaa (actuellement fermée). Elle accueille aussi une section consulaire.

## Histoire
Avant la réunification du Yémen, celui-ci était divisé en deux États :
- la république démocratique populaire du Yémen (Yémen du Sud),
- la république arabe du Yémen (Yémen du Nord).

La France disposait donc de deux ambassades distinctes :
- celle qui occupait les locaux de l'actuelle ambassade constituait alors la représentation diplomatique auprès de république arabe du Yémen.
- une ambassade auprès de la république démocratique populaire du Yémen était installé à Aden, capitale du pays.

## Ambassadeurs
Listes des ambassadeurs ayant occupé les locaux à Sanaa.

### Ambassadeurs au Yémen du Nord
| De                        | À    | Ambassadeur           |
| ------------------------- | ---- | --------------------- |
| République arabe du Yémen |      |                       |
| 1971                      | 1972 | Jean Legrain          |
| 1972                      | 1975 | Georges Gallié        |
| 1975                      | 1979 | Pierre Blouin         |
| 1979                      | 1983 | Luc Baldit            |
| 1983                      | 1986 | Michel André          |
| 1986                      | 1989 | Michel Peissik        |
| 1989                      | 1992 | Jean-François Nodinot |

### Ambassadeurs au Yémen réunifié
| De                  | À    | Ambassadeur            |
| ------------------- | ---- | ---------------------- |
| République du Yémen |      |                        |
| 1992                | 1997 | Marcel Laugel          |
| 1997                | 1999 | André Janier           |
| 1999                | 2003 | Pierre Boillot         |
| 2003                | 2006 | Alain Moureau          |
| 2006                | 2009 | Gilles Gauthier        |
| 2009                | 2011 | Joseph Silva           |
| 2011                | 2014 | Franck Gellet          |
| 2014                | 2016 | Jean-Marc Grosgurin    |
| 2016                | 2020 | Christian Testot       |
| 2020                | 2023 | Jean-Marie Safa        |
| 2023                | auj. | Catherine Corm-Kammoun |

## Relations diplomatiques
Le Yémen du Nord est indépendant depuis 1918 sous le nom de royaume mutawakkilite du Yémen. Le régime renversé en 1962 est remplacé par la république arabe du Yémen.
La réunification est déclarée le 22 mai 1990, et Sanaa devint la capitale unique, l'ambassade auprès du régime nord-yéménite abrite donc désormais la représentation française auprès de l'État unifié.
En raison de l'implantation de l'AQPA (Al-Qaïda dans la péninsule arabique), le risque d'assassinat ou d'enlèvement de ressortissants français est très élevé. De nombreux actes de piraterie sont aussi à déplorer envers les navires de commerce et de plaisance évoluant dans le golfe d'Aden. Plus de deux cents étrangers ont été enlevés durant les quinze dernières années, huit étrangers sont toujours détenus en 2016. Un Allemand a été tué en octobre 2013, un cadre des Nations unies a été enlevé par les mêmes assassins, deux Biélorusses ont été tués en novembre 2013, deux diplomates allemands ont été tués et un diplomate japonais blessé en décembre 2013, un Allemand et deux Britanniques ont été enlevés en février 2014, un Allemand et un Français ont été grièvement blessés et un Français tué en mai 2014 par un commando djihadiste. 
En août 2014, les ambassades occidentales ont fermé leurs portes pendant deux semaines en raison des menaces dirigées contre elles. Une ressortissante française a été enlevée en février 2015 et est toujours, en 2016, en captivité. Le 13 février 2015, le ministre des Affaires étrangères, Laurent Fabius, déclare la fermeture de l'ambassade de France à Sanaa pour une durée indéterminée. L'ambassadeur de France, après deux mois à Paris afin de préparer le dispositif, s'installe à Djeddah, en Arabie saoudite, avec son équipe, puis à Riyad dès septembre 2015.

## Consulat

### Communauté française
Au 31 décembre 2021, seuls 6 Français sont inscrits sur le registre consulaire au Yémen.
| 2001 | 2002 | 2003 | 2004 |
| ---- | ---- | ---- | ---- |
| 345  | 368  | 333  | 372  |

| 2005 | 2006 | 2007 | 2008 |
| ---- | ---- | ---- | ---- |
| 406  | 563  | 645  | 725  |

| 2009 | 2010 | 2011 | 2012 |
| ---- | ---- | ---- | ---- |
| 788  | 719  | 510  | 457  |

| 2013 | 2014 | 2015 | 2016 |
| ---- | ---- | ---- | ---- |
| 485  | 493  | 358  | 245  |

| 2017 | 2018 | 2019 | 2020 |
| ---- | ---- | ---- | ---- |
| 136  | 85   | 20   | 6    |

| 2021 | 2022 | 2023 | - |
| ---- | ---- | ---- | - |
| 1    | 10   | 12   | - |

### Circonscriptions électorales
Depuis la loi du 22 juillet 2013 réformant la représentation des Français établis hors de France avec la mise en place de conseils consulaires au sein des missions diplomatiques, les ressortissants français d'une circonscription recouvrant une partie de l'Arabie saoudite (circonscription consulaire de Djeddah) et le Yémen élisent pour six ans trois conseillers consulaires. Ces derniers ont trois rôles : 
1. ils sont des élus de proximité pour les Français de l'étranger ;
2. ils appartiennent à l'une des quinze circonscriptions qui élisent en leur sein les membres de l'Assemblée des Français de l'étranger ;
3. ils intègrent le collège électoral qui élit les sénateurs représentant les Français établis hors de France.

Pour l'élection à l'Assemblée des Français de l'étranger, le Yémen appartenait jusqu'en 2014 à la circonscription électorale d'Abou Dabi, comprenant aussi l'Arabie saoudite, le Bahreïn, les Émirats arabes unis, le Koweït, Oman et le Qatar, et pourvoyant trois sièges. Le Yémen appartient désormais à la circonscription électorale « Asie centrale et Moyen-Orient » dont le chef-lieu est Dubaï et qui désigne quatre de ses 23 conseillers consulaires pour siéger parmi les 90 membres de l'Assemblée des Français de l'étranger. 
Pour l'élection des députés des Français de l’étranger, le Yémen dépend de la 10e circonscription.